# شهرك ديلزة مكان مستقل
شهرك ديلزة مكان مستقل هي قرية في مقاطعة بيرانشهر، إيران. يقدر عدد سكانها بـ 16 نسمة بحسب إحصاء 2016.